# Ulsan Munsu Stadium
Ulsan Munsu Stadium (též Big Crown Stadium či 울산문수축구경기장) je víceúčelový stadion sloužící zejména pro fotbal v Ulsanu (Jižní Korea). Pojme 44 102 diváků. Domácí zápasy zde hraje fotbalový klub Ulsan Hyundai FC. Byl postaven pro Mistrovství světa ve fotbale 2002.
Stavba začala v prosinci 1998 a stadion byl otevřen 28. dubna 2001. Střecha pokrývá 87% sedadel, je podepřena ocelovými nosníky a připomíná kostru velryby, jak je zachycena na petroglyfech z Bangudae a na sloupech dávného království Silla. Jako první událost se zde odehrával Konfederační pohár FIFA v roce 2001. Byl to jeden z 20 stadionů, kde se pořádaly zápasy mistrovství světa ve fotbale v roce 2002.